# 別列濟夫卡 (季斯梅尼齊亞區)
48°49′29″N 24°41′44″E / 48.82472°N 24.69556°E
別列濟夫卡（烏克蘭語：Березівка），是烏克蘭西部的村莊，隸屬伊萬諾-弗蘭科夫斯克州的伊萬諾-弗蘭科夫斯克區。該村始建於1964年，面積11.25平方公里，2001年人口1,364，人口密度每平方公里121.24人。